# Pirosmani (Film)
Pirosmani (Originaltitel: Pirosmani; Пиросмани, Pirosmani) ist ein sowjetischer Spielfilm, der 1969 unter der Regie von Giorgi Schengelaia in Georgien gedreht wurde. Wie schon Schengelajas Regiedebüt, der Dokumentarfilm Niko Pirosmanischwili aus dem Jahr 1961, hat auch dieser Film das Leben des georgischen naiven Kunstmalers Niko Pirosmani (1862–1918) zum Thema.

## Handlung
Nikolos Pirosmanaschwili, auch Niko oder Nikola Pirosmani genannt, verabschiedet sich von zwei wohlhabenden Damen, bei denen er lebt und die seiner Mutter vor ihrem Tod versprochen haben, sich um ihn zu kümmern. Er ist ein unruhiger Geist und muss unbedingt in die Stadt, denn auf dem Land hält er es nicht länger aus. So kommt er nach Tiflis.
Jahre später halten zwei Künstler, auf ihrem Weg mit der Kutsche nach Tiflis, an einem Restaurant und entdecken im Schankraum ein Gemälde mit einer Giraffe. Der Wirt erklärt ihnen, dass dieses von Nikola, dem Maler geschaffen wurde und er noch mehrere in seiner Wohnung zu hängen habe, die sich die beiden Gäste auch ansehen dürfen. So werden sie neugierig auf den Maler naiver Bilder, dessen Geschichte im Folgenden erzählt wird.
Nachdem Nikola in der Stadt mit verschiedenen Tätigkeiten Fuß gefasst hat, überzeugt er einen Freund, mit ihm gemeinsam ein Milchgeschäft zu eröffnen. Dieses befindet sich auf einem einsamen Berg, und von regen Kundenzustrom kann nicht unbedingt die Rede sein. Eines Tages kommt Nikos Schwester mit ihrem Mann, die beide als Bauern in einem Dorf leben, zu Besuch und wollen ihn überzeugen, endlich zu heiraten. Eine Braut hätten sie auch schon für ihn. Deshalb besucht er das Dorf, dessen Bewohner zur Brautschau ein großes Fest organisiert haben. Die Braut gefällt ihm aber nicht und er ergreift die Flucht zurück in sein Geschäft. Hier gesteht er seinem Kompagnon, dass er selbst für das Krämergeschäft nicht tauge und jagt den Partner aus dem Laden. Anschließend verschenkt er die ganze Ware und verkauft zwei selbst gemalte Bilder, die zur Reklame neben der Eingangstür hängen. Die beiden Künstler, die seine Bilder so schön finden, sind inzwischen in Tiflis auf der Suche nach dem Maler angekommen, jedoch keiner weiß, wo er sich aufhält.
Nikola verdient jetzt seinen Unterhalt mit dem Malen von Bildern. In allen Schänken der Stadt befinden sich welche, die er für eine Mahlzeit, für ein Bett oder auch für Getränke anfertigt, denn um dafür Geld zu nehmen, ist er meistens zu stolz. Das Angebot eines Gastwirts, ihn als Diener mit Gehalt, Unterkunft und allen Rechten einzustellen, lehnt er mit der Begründung ab, dass er nicht gefesselt leben kann. So erledigt er weiter Beschriftungen von Geschäften und andere unter seinem Niveau stehenden Aufgaben, wodurch er häufig auch ausgebeutet und erniedrigt wird. Jetzt aber haben ihn auch die beiden Künstler gefunden, die dafür sorgen, dass seine Werke bekannter werden. Sogar einen Empfang bei der Stadtverwaltung gibt es und die Absichtserklärung ein Museum für seine Bilder zu errichten.
Da er nun bekannt ist, gibt es aber auch Menschen, die ihn wegen seiner naiven Malerei zum Gespött machen wollen. Es gibt viele, die sagen, dass Pirosmani nicht richtig malen kann. Für ihn bricht eine Welt zusammen. Er verliert auch viele seiner Unterstützer, die aber seine Bilder, die er ihnen einmal gegeben hat, für viel Geld verkaufen. Jetzt wohnt Niko in einem Verschlag unter einer Treppe, ohne jegliche Einrichtung. Eines Tages kommt einer der beiden Künstler, die ihn schon einmal suchten und bringt ihm von seinen Kollegen eine kleine Summe Geld. Davon soll er sich Farbe und Material kaufen, damit er wieder malen kann, denn nur das kann ihn aufbauen. Als das nicht hilft, schließen ihn Freunde in einen Raum ein, in dem sich alles zum Malen befindet, was er braucht. Er schafft auch, ein großes Bild fertigzustellen, will aber keinen Dank, sondern geht zurück in seinen Verschlag unter der Treppe, um dort sterben zu wollen. Da jedoch Ostern ist, wird er noch einmal von seinen Freunden, zu den Feierlichkeiten, mit einer Kutsche abgeholt.

## Produktion und Veröffentlichung
Der Film hatte am 15. Mai 1972 unter dem Titel Пиросмани in Moskau Premiere. Wie alle georgischen Filme wurde Pirosmani in georgischer Sprache gedreht und dann für die anderen Sowjetrepubliken Russisch synchronisiert. Die georgische Fassung wurde bereits 1969 in Tbilissi aufgeführt.
In der DDR wurde der Film nachweisbar ab dem 10. Oktober 1972 im Berliner Kino OTL (Oranienburger Tor Lichtspiele) im Rahmen des Programms des Studiokino Camera gezeigt. Die Ausstrahlung im 2. Programm des Fernsehens der DDR erfolgte am 24. November 1972. In den normalen Kinos war der Film ab 15. November 1974 zu sehen. In der Bundesrepublik lief der Film im Fernsehen am 19. Februar 1973 in der ARD.

## Kritik
In ihrer Kritik in der Neuen Zeit meinte Margit Voss:

„Der Betrachter spürt die Verbindung zwischen Kunst und Leben, wie sie ursprünglicher nicht denkbar ist. Und er wird mit dem Wesen eines Volkes vertraut, das zu der großen Familie der Sowjetvölker gehört.“

In der Berliner Zeitung stand:

„Er gehört mit zu den schönsten und eindrucksvollsten sowjetischen Filmen, die in den letzten Jahren bei uns zu sehen waren.“

Im Neuen Deutschland schrieb Horst Knietzsch:

„Georgi Schengelaja erzählt in seinem Film nicht einfach die Geschichte dieses Malers, er zeigt uns Menschen, Landschaft und Dinge so, wie sie Pirosmani gesehen haben könnte. Der Film ist eine Schule der Beobachtung, er will uns die Augen öffnen, Staunen lehren. Dabei geht es nicht nur um die Schönheit, die wohlabgewogene Ruhe einer Landschaft, die harmonische Gruppierung von Menschen an einem Tisch, sondern auch um einen kritischen Blick auf menschliche Verhältnisse.“

Das Lexikon des internationalen Films schreibt, dass die atmosphärisch dichte, human engagierte Biografie des zu Lebzeiten verkannten Künstlers als behutsame Spurensuche angelegt ist.